# Bengt Höglund (litteraturkritiker)
Bengt Höglund, född 6 april 1937, död 19 januari 2017, var en svensk litteraturkritiker och musiker. 
Bengt Höglund var bland annat lyrikkritiker i Kulturnytt i Sveriges Radio P1.
Han fick Aftonbladets Axel Liffner-stipendium 1993.